# Hiregonigere, Honnali
Hiregonigere là một làng thuộc tehsil Honnali, huyện Davanagere, bang Karnataka, Ấn Độ.